# Ronald Weidemann
Ronald Weidemann (* 9. November 1931 in Bilzingsleben; † 12. Dezember 2022) war ein deutscher Diplomat. Er war Botschafter der DDR in Zaire, Burundi und der Volksrepublik Kongo.

## Leben
Weidemann, Sohn eines Arbeiters, erlernte den Beruf des Bautischlers. Bis 1953 war er als Mitarbeiter im Außenhandel tätig und studierte dann bis 1959 am Moskauer Institut für Internationale Beziehungen. Anschließend war er Mitarbeiter im Ministerium für Auswärtige Angelegenheiten der DDR (MfAA). Von Mai 1965 bis 1968 leitete er als Legationsrat die DDR-Handelsvertretung in der malischen Hauptstadt Bamako. Von 1968 bis 1972 war er erst als stellvertretender Leiter, dann als Leiter der Abteilung Afrika im MfAA tätig. Von Juni 1973 bis Juli 1979 war er Botschafter der DDR in Kinshasa, von Januar 1974 bis Juli 1979 war er zusätzlich in Burundi akkreditiert. Dann erneut Mitarbeiter im MfAA, war er vom 15. März 1986 bis 1990 war er Botschafter in Brazzaville.
Weidemann war Mitglied der SED.

## Auszeichnungen
- Verdienstmedaille der DDR